# Ctenidiosomus spillmanni
Ctenidiosomus spillmanni är en loppart som beskrevs av Jordan 1931. Ctenidiosomus spillmanni ingår i släktet Ctenidiosomus och familjen Pygiopsyllidae. Inga underarter finns listade i Catalogue of Life.